# Hszingjicsüan
A Xingyiquan vagy Hsing-i Chuan (形意拳) – magyar átírásban és kiejtés szerint: hszingjicsüan – harcművészeti stílus az úgynevezett „belső harcművészeti irányzatok” legrégebb óta ismert iskolája. Pontos eredete nem ismert, a hagyomány a kínai nép legnagyobb egyik legnagyobb becsben tartott nemzeti hőséhez, Jüe Fej (Yueh Fei) marsallhoz köti, aki az 1100 és 1141 közötti korszakban élt Kínában, a Szung-dinasztia idején.
A hszingjicsüan jelentése forma-elme-ököl, más néven a forma és a tudat ökle (形意拳; Xíng yì quán).

## A hszingjicsüan jellemzői
A hszingjicsüan egy olyan harcművészeti stílus, ami alap mozgásformáiban utánozza a tizenkét állat mozgását, miközben azok belső tulajdonságaiból merít. A hszingjicsüan-ban a „hszing” (形, xing) jelenti a harci technikákat és a külsőleg megjelenő mozdulatokat, míg a „ji” (意, yi) képviseli az elmét, amely a kínai hagyományban belülről, a szívből bontakozik ki.
Habár a hszingjicsüant egy eredendően belső (內家, nèijiā, nejcsia) harcművészeti stílusnak tekintik – amely a külső iskolákkal (外家, wàijiā, vajcsia) ellentétben nem az izom erejére, hanem a belső erő fejlesztésére, és az ezáltal elért eredményekre helyezi a hangsúlyt –, a védekezés és az alkalmazás elmélete és alapelvei különböznek a legismertebb belső stílus, a tajcsicsuan elveitől. Amíg a tajcsicsuan erőkifejtése lágy, mint egy ostor, addig a hszingjicsüan ereje inkább a nádhoz hasonlít. Az elején lágy, a végén viszont kemény. A tajcsicsuanban a támadás is védekezés, míg a hszingjicsüanban a védekezés is támadás. A hszingji a közelharcra koncentrál. Ereje belül lágy, de amikor szükséges, kívül kemény, mint az ágyúgolyó.
A tajcsicsuanhoz hasonlóan, de a külső stílusoktól eltérően, a hszingjicsüan kevés gyakorlatot és technikát tartalmaz, ehelyett a harcművészet alapelveinek elmélyítését hangsúlyozza. Ez azt jelenti, hogy bár könnyű a stílus mozgását megtanulni, a mély esszenciáját, értelmét nehezebb felfogni és megérteni. A hszingjicsüant belső harcművészetnek tartják, mely a csi fejlesztését hangsúlyozza, s ennek megfelelően csikung-elméletet és gyakorlati alapelveket alkalmaz, melyek tartalmazzák az esszencia csi-vé alakítását, a sen (Shen, szellem) csi általi fejlesztését, és végül a sen megtisztítását és a Tao (Dao, Ösvény) jelentésének megértését.

## A stílus története
A rendszer mai formáját Jüe Fej (Yue Fei) marsall hozta létre, aki a hszingjicsüannal egy olyan stílust alkotott meg, amellyel katonáinak harci képességei rövid idő alatt magas szintre fejlődtek.
Jüe Fej (Yue Fei) halálát követően a stílus vonala csaknem megszakadt. Erről az időszakról alig maradtak fenn feljegyzések. A Csing-dinasztia (Qing-dinasztia) idején élt egy harcművész, 'Csi Lung-feng (Ji Longfeng), akinek birtokába jutott a Csungnan (Zhong Nan)- hegységben, Jüe Fej (Yue Fei) hszingjicsüanról írott könyve. Miután alaposan áttanulmányozta és felismerte értékét, megértve a könyvben olvasottakat, újra élővé tette a hszingjicsüan művészetét.
Két híres tanítványa Ma Hszüe-li (Ma Xueli) (déli irányzatának elindítása) és Cao Csi-vu (Cao Jiwu), aki megtanította kungfuját Taj Lung-pang (Dai Longbang)nak, akinek tudását második fia, Taj Ven-hsziung (Dai Wenxiong) örökölte. Ő megtanította a művészetet Li Neng-zsan (Li Nengran)nak (Li Lou-neng (Li Louneng)). Vele kezdődött a hszingjicsüan hopeji (hebei) vonala.
Li Neng-zsan (Li Nengran) egy rendkívül sikeres mester volt, nagyon sok később híressé vált tanítvánnyal büszkélkedhetett, mint Kuo Jun-sen (Guo Yunshen), Szung Si-zsung (Song Shirong), Cse Ji-csaj (Che Yizhai) vagy Liu Csi-lan (Liu Qilan). Liu Csi-lan (Liu Qilan) egyik legjobb tanítványa Li Cun-ji (Li Cunyi) továbbadta tudását Sang Jin-hsziang (Shang Yinxiang)nak, akitől Liu Hua-pu (Liu Huapu) örökölte később a rendszer titkait. A következő örökös Csao Csung (Zhao Zhong), aki továbbadta az elődök tapasztalatait Ti Kuo-jung (Di Guoyong) mesternek.
Ti Kuo-jung (Di Guoyong) mester tíz évig volt a pekingi Hszingjicsüan Szövetség elnöke. Ti Kuo-jung (Di Guoyong) mester számos alkalommal járt Budapesten.

## A hszingjicsüan elmélete
A hszingjicsüan harcmodora – bár belső iskolaként sokan „lágy irányzatnak” nevezik – egyike a legkeményebb harcművészeti stílusoknak.
A hszingjicsüan a belső stílusok családjába tartozik. Gyakorlási szisztémáját tekintve közelebb áll a tajcsicsuan (Taiji Quan)hoz, mint a Saolin rendszerekhez, azaz inkább a test belsejében lévő csi (qi) fejlesztésére koncentrál, nem annyira a külső edzési módszerekre. Tehát ebben a rendszerben a csi (qi) fejlesztése fontosabb az izomerő fejlesztésénél, habár a speciális erejét kivezetve a karokba, az kemény erőként jelenik meg.
A hszingjicsüan az egyetlen olyan kungfu irányzat, mely a támadásra helyezi a hangsúlyt.[forrás?] A hszingjicsüan a természetes tartásokat hangsúlyozza, félkemény stílus, lágy az akciók kezdetekor és kemény a végén. A harcmodora rendkívül agresszív. Gyakran használják a támadást védekezésként. Technikái között szerepel azonban az utánaengedés, tapadás, elcsavarodás is. A lábmunkája lendületes, gyors és rugalmas. Az egyenes vonalú mozgáson kívül használ néhány elugrást, oldalra mozgást és alacsony rúgásokat.
A rendszer elméletének legsajátosabb része az Öt fázis (állapot) alkalmazása. Az Öt fázist kínaiul vu hszing (wu xing)nek hívják. A vu hszing (wu xing) tudományát kialakító bölcsek öt alapvető természetes folyamatot találtak, melyek kölcsönhatásai bizonyos analógiát mutattak a fa, a tűz, a föld, a fém és a víz egymás közötti viszonyaival. A természet működése bizonyos folyamatok finom egyensúlyi rendszerétől függ, mely folyamatok segíthetik, zavarhatják vagy gátolhatják egymást, attól függően, hogy milyen erővel vesznek részt egy adott helyzetben.
A fázisok olyan szimbólumokat jelölnek, melyek kifejezik az energiák jellegét, működésük és anyagi minőségük tekintetében.
A fa a növekedési fázis aktív folyamata, a tűz az aktivitás csúcsa és a pihenés kezdete, a fém a leszálló szakasz, a víz a nyugalmi állapot kiteljesedése és a növekedés előkészítése, a föld pedig az egyensúly.

## A harcművészet gyakorlatai
Az öt alapvető mozdulat a teremtés és a rombolás kölcsönhatásából lett kifejlesztve:
- pi csüan (Pi Quan): Hasító ököl – alakja, akár egy fejsze – fém elem
- cuan csüan (Zuan Quan): Fúró ököl – felvillan, akár a földből felszökkenő vízsugár – víz elem
- peng csüan (Beng Quan): Zúzó ököl – olyan, akár a becsapódó nyílvessző – fa elem
- pao csüan (Pao Quan): Törő ököl – olyan, akár az ágyúgolyó – tűz elem
- heng csüan (Heng Quan): Keresztező ököl – mély központi erő – föld elem

Az öt alapmozdulat nem csak a harci technikák és a stratégia alapját képezi, hanem annak ismeretét is, hogy hogyan lehet a csi (qi)t az öt létfontosságú szervben keringetni. Ezek a máj, a szív, a lép, a tüdő és a vese. Amikor ez az öt szerv energiával telített, akkor az egész test tökéletesen egészséges, és kikezdhetetlen a betegségek számára.

## Lándzsa és kard
Számos kungfu rendszerben a pusztakezes erőgyakorlatokat előszeretettel helyettesítik/egészítik ki valamilyen nehéz hosszúfegyveres gyakorlattal. A statikus erőgyakorlatok csak az erőt fejlesztik; a harci képességeket nem igazán, vagy csak igen közvetett formában, szemben a fegyverforgatással, mely minden percben harci képességeket edz. Egy nehéz fegyver forgatása fizikailag kimerítő, erősíti az izmokat, inakat és az ízületeket egyaránt. Fejleszti az ügyességet, az egyensúlyérzéket és a nehéz fegyverrel való mozgáshoz szükséges koordinációt.
A lándzsa a hszingjicsüan stílus fő fegyvere, ennek forgatása az egyik legfontosabb tanítás, az erőfejlesztés első számú eszköze. A hagyomány szerint a kéztechnikák valójában a lándzsaharc technikák átiratai.
A hszingjicsüan kétféle kardot használ, az egyenes kétélű kardot (csien (jian)) és a széles kardot vagy szablyát (tao (dao)). A kard és szablya használata is az Öt elem tana szerint épül fel. A technikai elemek gyakorlatias formákba vannak sűrítve. Az alkalmazás-módszertant tekintve a legjobb utat képviseli, a technikákat próbára teszi a gyakorlatban is.

## Hatása az egészségre
A hszingjicsüan egy olyan öngyógyító módszer, melyet életkortól és egészségi állapottól függetlenül bárki gyakorolhat. Ennek a rendszernek az állhatatos gyakorlása olyan hatékonyan igazítja ki az egyén belső energiáit, hogy közvetetten számos különféle betegség megszűnését eredményezheti a magas vérnyomástól a különféle szervproblémákig.[forrás?]
A gyakorlás közben végzett mély fordított légzés a rekeszizmot a belső szervek masszírozására készteti, mely többlet vért juttat a zsigerekbe. A belek intenzív átmasszírozása felerősíti az anyagcsere folyamatokat, méregtelenít és helyreállítja a test kémiai egyensúlyát. A hszingjicsüan lágy gyakorlatainak kiterjesztő és összehúzó mozdulatai szintén erősítik a gyomrot és a beleket, elősegítve a jó emésztést. Ez a kiterjedés és összehúzódás a tüdőt maximálisan igénybe véve erősíti az egész légzőrendszert is. A hszingjicsüan a test összes izmát működésbe hozza. Az izomszövet megőrzi a tónusát, lazaságát és megtelik energiával. Ez a speciális mozgás enyhe hőt létrehozva felgyorsítja testünkben az energiatermelést.[forrás?]

## Legendás mesterek
Az 1928-ban Nanking (Nanjing)ban, majd 1929-ben Sanghaj (Shanghai)ban és 1933-ban ismét Nanking (Nanjing)ban megrendezett országos harcművészeti bajnokságon a hszingjicsüan képviselői szerezték meg az aranyérmeket. Mindezek ellenére ez az irányzat még napjainkban is jóval kevésbé ismert, mint például a tajcsicsuan, amelyet sokan a világon leggyorsabban terjedő mozgásrendszernek tartanak.
A legenda szerint Jüe Fei (Yue Fei) volt a hszingjicsüan megalapítója és első ismert mestere, majd őt követte az 1600-as évek közepén Chi Lungfeng (Csi Lung-feng), aki egy taoista szerzetestől tanulta ezt a harcművészetet.
Chi Lungfengnek két híres tanítványa volt; egyikük Cao Csi-vu (Cao Ji Wu), aki a Sanhszi vidékén ismert ágat alapozta meg, másikuk pedig Ma Hszüe-li (Ma Xue-li) aki Honan (Henan)-tartomány mestereként vált ismertté.